# Фатален срок
„Фатален срок“ (на английски: Timeline) е американски научнофантастичен приключенски филм от 2003 г. на режисьора Ричард Донър, базиран на едноименния роман от 1999 г., написан от Майкъл Крайтън и във филма участват Пол Уокър, Франсис О'Конър, Джерард Бътлър, Били Конъли, Дейвид Тюлис и Ана Фрийл.